# Бунго (тауншип, Миннесота)
Бунго (англ. Bungo) — тауншип в округе Касс, Миннесота, США. На 2000 год его население составило 111 человек.

## География
По данным Бюро переписи населения США площадь тауншипа составляет 93,0 км², из которых 89,6 км² занимает суша, а 3,4 км² — вода (3,65 %).

## Демография
По данным переписи населения 2000 года здесь находились 111 человек, 40 домохозяйств и 34 семьи. Плотность населения —  1,2 чел./км². На территории тауншипа расположено 48 построек со средней плотностью 0,5 построек на один квадратный километр. Расовый состав населения: 98,20 % белых, 0,90 % афроамериканцев и 0,90 % приходится на две или более других рас.
Из 40 домохозяйств в 37,5 % воспитывались дети до 18 лет, в 72,5 % проживали супружеские пары, в 5,0 % проживали незамужние женщины и в 15,0 % домохозяйств проживали несемейные люди. 12,5 % домохозяйств состояли из одного человека, при том 2,5 % из — одиноких пожилых людей старше 65 лет. Средний размер домохозяйства — 2,78, а семьи — 2,97 человека.
27,9 % населения — младше 18 лет, 4,5 % — в возрасте от 18 до 24 лет, 29,7 % — от 25 до 44, 27,0 % — от 45 до 64, и 10,8 % — старше 65 лет. Средний возраст — 40 лет. На каждые 100 женщин приходилось 109,4 мужчин. На каждые 100 женщин старше 18 приходилось 128,6 мужчин.
Средний годовой доход домохозяйства составлял 29 375 долларов, а средний годовой доход семьи —  28 125 долларов. Средний доход мужчин —  15 357  долларов, в то время как у женщин — 15 000. Доход на душу населения составил 9993 доллара. За чертой бедности находились 29,0 % семей и 32,7 % всего населения тауншипа, из которых 43,8 % младше 18 лет.